# Novrianto
Novrianto (sinh ngày 5 tháng 11 năm 1992, ở Padang) là một cầu thủ bóng đá người Indonesia thi đấu cho Semen Padang ở Liga 1 ở vị trí hậu vệ. Novrianto được bạn bè gọi là Andrea Pirlo của Indonesia tại POM ASEAN ở Palembang 

## Sự nghiệp

### Semen Padang
Anh có màn ra mắt trước Bali United F.C. trong vòng 4 của Indonesia Soccer Championship A 2016.